# Now You See Me 2
Now You See Me 2 es una película estadounidense de suspenso de 2016, secuela de Now You See Me (2013), dirigida por Jon M. Chu y protagonizada por Mark Ruffalo, Jesse Eisenberg, Woody Harrelson, Dave Franco, Daniel Radcliffe, Lizzy Caplan, Michael Caine y Morgan Freeman. Se estrenó en Estados Unidos el 4 de julio de 2016.

## Argumento
Dieciocho meses después de escapar del FBI, los cuatro jinetes fugitivos - J. Daniel Atlas, Merritt McKinney, Jack Wilder y el nuevo miembro Lula May - esperan órdenes del Ojo, la sociedad secreta de magos. El manejador de The Horsemen, el agente especial del FBI Dylan Rhodes, da sus instrucciones: los Horsemen deben exponer al corrupto director ejecutivo de tecnología Owen Case, cuyo último teléfono celular recopilará en secreto datos personales de los usuarios para venderlos en el mercado negro. En Nueva York, los Jinetes secuestran el lanzamiento del teléfono, pero son interrumpidos por una figura misteriosa que revela al público que Jack fingió su muerte y que Dylan está trabajando con los Jinetes. Dylan elude al FBI mientras los Jinetes escapan por un conducto de construcción solo para encontrarse en Macao.
Son capturados por Chase, el hermano gemelo de Merritt, y llevados a Walter Mabry, el antiguo socio comercial de Owen. Después de haber expuesto a los Jinetes en Nueva York, Walter revela cómo se adormecieron inconscientes y volaron a Macao. Explica que Owen le quitó su empresa, así como un chip diseñado por Walter para acceder a cualquier sistema informático del mundo. A pesar de las protestas de los otros jinetes, Daniel acepta robar el chip para Walter antes de que Owen pueda venderlo. Adquieren suministros de una tienda de magia propiedad de Li y Bu Bu, y hacen arreglos para entregar el chip al Ojo, sabiendo que no pueden confiar en Walter. Haciéndose pasar por compradores potenciales, se infiltran en el Centro de Ciencia de Macao, utilizando cartomagia y prestidigitación para pasar el chip a su supervisor, Allen Scott-Frank.
Dylan es contactado por Thaddeus Bradley, el mágico desacreditador que enmarcó por los crímenes de los Jinetes. Thaddeus ofrece su ayuda para encontrar a los Jinetes y Dylan lo extradita de la prisión. Van a Macao, y Dylan encuentra a Daniel esperando para darle el chip al Eye. Walter llega, después de haber manipulado a Daniel haciéndole creer que estaba en contacto con el Ojo, y Dylan pelea con los hombres de Walter mientras Daniel escapa con el chip. Capturado, Dylan descubre que Walter es el hijo de Arthur Tressler, cuya fortuna le robaron Dylan y los Jinetes. Walter y Arthur encierran a Dylan en una caja fuerte y lo dejan caer bajo el agua, reflejando la muerte del padre de Dylan. Arthur le paga a Thaddeus por traerle a Dylan, y Thaddeus promete entregar a los Jinetes también. Dylan escapa de la caja fuerte y es rescatado por los Jinetes. Al darse cuenta de que el chip que tienen es falso, deciden evitar que Walter adquiera el chip real, y se les unen Li y Bu Bu.
Los jinetes anuncian una nueva actuación en Londres, con una amenaza implícita de exponer a Walter, que vuela a Londres con Arthur y Chase en un jet privado. El Nochevieja, los Jinetes actúan por toda la ciudad, pero ellos y Dylan son capturados por los hombres de Walter y llevados al avión. Una vez en el aire, se ven obligados a entregar el chip falso, que Walter confirma que es real. Dylan y los jinetes son arrojados fuera del avión, que se revela como un conjunto flotando en el Támesis. Explican cómo habían engañado a los tres haciéndoles pensar que habían ganado y revelan que Jack había hipnotizado a Chase para que los arrojara del avión como estaba planeado. Las fechorías de Walter, Arthur y Chase se transmiten a la multitud y en todo el mundo, y son puestos bajo custodia del FBI mientras Dylan y los Jinetes escapan antes de que el FBI pueda detenerlos. Llegan al Observatorio de Greenwich (Observatorio Real de Greenwich), donde se encuentran con otros miembros del Ojo, incluidos Li, Bu Bu y Allen. Se revela que su líder es Thaddeus, quien le explica a Dylan que en realidad era el compañero de magia de su padre y que estaba fingiendo ser su rival todo este tiempo. Él nombra a Dylan como el nuevo líder, y se muestra a los Jinetes una entrada secreta para ver más del Ojo.

## Reparto
- Jesse Eisenberg como J. Daniel "Danny" Atlas.
- Mark Ruffalo como Dylan Shrike.[2]
- Woody Harrelson como Merritt McKinney.
- Dave Franco como Jack Wilder.
- Daniel Radcliffe como Walter Mabry.[1]
- Lizzy Caplan como Lula May.[1]
- Sanaa Lathan como Natalie Austin.[1]
- Jay Chou como Li.[1]
- Michael Caine como Arthur Tressler.
- Morgan Freeman como Thaddeus Bradley.[3]
- David Warshofsky como Agente Cowan.
- Tsai Chin como la abuela Bu Bu.
- Henry Lloyd-Hughes como Allen Scott-Frank.[4]
- Zach Gerard como Hannes Pike.
- Alberto Calvet González como Científico de Hannes.
- Craig Izzard como Miembro de la pandilla.
- David Mansfield como Propietario del club y disc jockey.
- Ben Lamb cómo Owen

## Producción
El 3 de julio de 2013, tras el éxito de taquilla de la primera película, el presidente de Lionsgate, Jon Feltheimer, confirmó que habría una secuela de la película con la producción comenzando en 2014 para una fecha de estreno no especificada. En septiembre de 2014, se confirmó que Jon M. Chu sustituiría a Louis Leterrier como director. Se fijó la fecha de estreno para el 10 de junio de 2016. El 2 de octubre de 2014, Michael Caine confirmó en una entrevista que Daniel Radcliffe estaría interpretando a su hijo en la película, y se esperaba que el rodaje comenzara en diciembre en Londres. También sería producida por Lionsgate y Summit Entertainment. En octubre de 2014, se anunció que Isla Fisher sería incapaz de repetir su papel como Henley Reeves debido a su embarazo, por lo tanto Lizzy Caplan fue elegida como el nuevo personaje de Lula, para reemplazarla como el cuarto "jinete". Se pensó que la secuela se titularía Now You See Me: Now You Don't pero fue anunciado en noviembre de 2014 que la película  se llamaría Now You See Me: The Second Act. El 28 de enero de 2015, Henry Lloyd-Hughes fue confirmado para desempeñar el papel de un joven prodigio en materia tecnológica en el rol de Allen Scott-Frank.  El 22 de diciembre de 2014, se presumía que Morgan Freeman no iba a repetir su papel como Thaddeus Bradley, pero el 19 de enero de 2015, el director Chu registró una selfie de sí mismo con Freeman en su cuenta de Instagram, confirmando el regreso del actor.

### Rodaje
El 25 de noviembre de 2014, Mark Ruffalo publicó en su cuenta de Facebook que el rodaje de la secuela había comenzado. La película se filmó en Londres, Inglaterra. El 11 de marzo de 2015, la grabación comenzó en China, donde fue llevado a cabo el rodaje en Macao, en el Centro de Ciencia de Macao.

## Estreno
En noviembre de 2014, la película se tituló oficialmente Now You See Me: The Second Act y se fijó para ser estrenada el 23 de junio de 2016, aunque terminó estrenándose el 4 de julio de ese año en Estados Unidos.

## Recepción
Now You See Me 2 ha recibido críticas mixtas por parte de la crítica y más positivas de parte de la audiencia. En el portal de internet Rotten Tomatoes, la película posee una aprobación de 34%, basada en 165 reseñas, con una puntuación de 5/10 por parte de la crítica, mientras que de parte de la audiencia tiene una aprobación de 63%.
La página web Metacritic le ha dado a la película una puntuación de 46 de 100, basada en 33 críticas, indicando "reseñas mixtas". Las audiencias de CinemaScore le han dado una puntuación de "A-" en una escala de A+ a F, mientras que en el sitio IMDb los usuarios le han dado una puntuación de 6.5/10, con base en más de 180.000 votos por parte del público.

## Secuela
El 22 de mayo de 2015, Lionsgate reveló que habría una tercera parte, Now You See Me 3, aunque aún no se ha confirmado una fecha de estreno, pero fue confirmado que Isla Fisher volvería para interpretar a Henley Reeves.